# Olympische Winterspiele 2018/Biathlon – Massenstart (Frauen)
Das 12,5-km-Massenstartrennen der Frauen im Biathlon bei den Olympischen Winterspielen 2018 fand am 17. Februar 2018 um 20:15 Uhr statt. Austragungsort war das Alpensia Biathlon Centre. Olympiasiegerin wurde die Slowakin Anastasiya Kuzmina, vor Darja Domratschawa aus Weißrussland und der Norwegerin Tiril Eckhoff.

## Wettkampfbeschreibung
Beim Massenstart über 12,5 km gingen 30 Athletinnen gleichzeitig ins Rennen. Diese stellten sich in zehn Reihen zu drei Athletinnen auf. Es wurden vier gleich lange Runden gelaufen, nach den ersten vier Runden war jeweils einmal der Schießstand anzulaufen. Geschossen wurde in der Reihenfolge liegend/liegend/stehend/stehend. Für jede nicht getroffene Scheibe musste die Athletin eine Strafrunde von 150 m Länge absolvieren. Die Höhendifferenz betrug 350 bis 500 m. Für die Qualifikation des Massenstartrennens galten bei Olympischen Spielen die gleichen Qualifikationskriterien wie bei Biathlon-Weltmeisterschaften. Mit Startnummern 1–3 gingen die Goldmedaillengewinnerinnen der vorherigen Einzelwettkämpfe ins Rennen, mit Startnummern 4–6 die Silber- und mit 7–9 die Bronzemedaillengewinnerinnen. Außerdem erhielten die 15 besten Athletinnen der Gesamtwertung des laufenden Biathlon-Weltcups ein Startrecht. Die Anzahl der restlichen Startplätze orientierte sich daran, wie viele Athletinnen in den vorangegangenen Wettkämpfen mehr als eine Medaille gewonnen hatten und so einer oder mehrere Startplätze der ersten neun Athletinnen nicht besetzt wurden. Die nachfolgenden Athletinnen rückten dann automatisch mit ihrer Startnummer auf. Die mindestens sechs übrigen Startplätze wurden an die Athletinnen vergeben, die nach dem Punktesystem des Biathlon-Weltcups die meisten Punkte in den vorangegangenen Rennen gewonnen hätten. Ein persönliches Startrecht für die Massenstartsiegerin des Vorjahres wie bei den Biathlon-Weltmeisterschaften gab es nicht.
Totalanstieg: 425 m, Maximalanstieg: 40 m, Höhenunterschied: 36 m 

30 Teilnehmerinnen aus 13 Ländern, alle in der Wertung.

## Ergebnisse
| Platz | Sportlerin          | Land        | Zeit (min) | Strafrunden (L+L+S+S) |
| ----- | ------------------- | ----------- | ---------- | --------------------- |
| 1     | Anastasiya Kuzmina  | Slowakei    | 35:23,0    | 1 (0+0+0+1)           |
| 2     | Darja Domratschawa  | Belarus     | 35:41,8    | 1 (0+0+1+0)           |
| 3     | Tiril Eckhoff       | Norwegen    | 35:50,7    | 2 (1+0+1+0)           |
| 4     | Lisa Vittozzi       | Italien     | 36:08,6    | 2 (1+0+0+1)           |
| 5     | Hanna Öberg         | Schweden    | 36:09,5    | 1 (0+0+1+0)           |
| 6     | Dorothea Wierer     | Italien     | 36:10,3    | 1 (0+0+0+1)           |
| 7     | Nadseja Skardsina   | Belarus     | 36:10,9    | 0 (0+0+0+0)           |
| 8     | Marte Olsbu         | Norwegen    | 36:14,6    | 1 (0+1+0+0)           |
| 9     | Marie Dorin-Habert  | Frankreich  | 36:20,9    | 2 (0+1+0+1)           |
| 10    | Kaisa Mäkäräinen    | Finnland    | 36:23,9    | 2 (0+1+0+1)           |
| 11    | Denise Herrmann     | Deutschland | 36:27,2    | 2 (0+0+2+0)           |
| 12    | Franziska Preuß     | Deutschland | 36:38,9    | 1 (0+0+1+0)           |
| 13    | Mona Brorsson       | Schweden    | 36:55,3    | 1 (0+0+1+0)           |
| 14    | Veronika Vítková    | Tschechien  | 36:57,8    | 1 (0+0+0+1)           |
| 15    | Monika Hojnisz      | Polen       | 36:59,2    | 0 (0+0+0+0)           |
| 16    | Laura Dahlmeier     | Deutschland | 37:10,1    | 2 (1+1+0+0)           |
| 17    | Anaïs Bescond       | Frankreich  | 37:23,5    | 4 (1+0+2+1)           |
| 18    | Markéta Davidová    | Tschechien  | 37:23,8    | 3 (0+1+1+1)           |
| 19    | Walentyna Semerenko | Ukraine     | 37:39,9    | 1 (1+0+0+0)           |
| 20    | Justine Braisaz     | Frankreich  | 37:49,6    | 5 (0+1+3+1)           |
| 21    | Paulína Fialková    | Slowakei    | 37:52,6    | 4 (1+2+0+1)           |
| 22    | Linn Persson        | Schweden    | 37:54,5    | 2 (1+0+0+1)           |
| 23    | Lena Häcki          | Schweiz     | 38:22,3    | 4 (1+2+0+1)           |
| 24    | Wita Semerenko      | Ukraine     | 38:25,3    | 3 (0+0+3+0)           |
| 25    | Vanessa Hinz        | Deutschland | 38:52,4    | 4 (2+1+0+1)           |
| 26    | Iryna Kryuko        | Belarus     | 39:04,0    | 4 (3+1+0+0)           |
| 27    | Elisa Gasparin      | Schweiz     | 39:21,0    | 5 (0+2+1+2)           |
| 28    | Irene Cadurisch     | Schweiz     | 39:44,7    | 4 (2+1+1+0)           |
| 29    | Anaïs Chevalier     | Frankreich  | 40:39,7    | 6 (2+3+1+0)           |
| 30    | Tatjana Akimowa     | OAR         | 41:32,4    | 6 (0+0+5+1)           |